# 백낙준 (국악인)
백낙준(白樂俊, 1884년 ~ 1936년)은 근세 대한제국 조선 황조 시대와 일제강점기 시대 거문고 산조 명인이다. 호(號)는 청산(靑山), 산남(山南)이다.

## 생애
고종 치세 중후기 때였던 1893년(당시 10세)에 거문고 산조 국악에 본격 입문, 국악 활약을 시작한 그는 친종조부(작은할아버지)의 방계가였던 충청도 청양군 정산면 덕성리 4통 9호 家에서 부 백명수(白明洙)와 모 박길주(朴吉珠)와의 사이에서 장남(長男)으로 출생하였고 지난날 한때 충청도 연기군 소정면 소정리에서 잠시 유아기를 보낸 적이 있으며 이후 친가 직계 친족들이 거주하던 충청도 논산군 연산면 연산리 본가에서 성장하였다.
당시에 전해오던 가야금 산조 양식을 본따서 거문고 산조를 작곡하여 연주하였다고 전한다. 한때 1926년에서 이듬해 1927년까지 한국독립당 문화예술행정특보위원 직위를 지낸 그는 초창기만 해도 한편에서는 백악지장(百樂之丈)인 거문고로 민속음악을 연주한다 하여 비난도 있었고 한편에서는 새로운 양식에 뛰어난 연주를 한다 하여 갈채도 많이 받았다. 그의 산조 음악은 제자 김종기(金宗基) 박석기(朴錫驥) 신쾌동(申快童)에 의하여 전해졌다. 일제강점기 1929년에 취입한 거문고 산조음반 3장이 남아 있다. 그의 거문고 산조는 진양조-중모리-엇모리-자진모리로 구성되었다.

## 만년
1932년 이후 지병(폐렴과 위장병의 합병증)으로 투병하다가 끝내 건강 회복을 하지 못하고 1936년에 병사하였다.

## 참고 문헌
- 이 문서에는 다음커뮤니케이션(현 카카오)에서 GFDL 또는 CC-SA 라이선스로 배포한 글로벌 세계대백과사전의 내용을 기초로 작성된 글이 포함되어 있습니다.
- 백낙준 - 두산대백과사전